# Yelvany Rose
Yelvany Rose (8 agosto 1980) è un ex calciatore seychellese, di ruolo attaccante.

## Carriera

### Nazionale
Tra il 2002 ed il 2007 ha totalizzato complessivamente 18 presenze e 3 reti in nazionale.